# Jodie Whittaker
Jodie Auckland Whittaker (Skelmanthorpe, 17 de junho de 1982) é uma atriz inglesa. Ela ganhou destaque em sua estréia no cinema em 2006 no filme Vênus, pela qual recebeu indicações ao British Independent Film Awards e ao Satellite Award. Mais tarde, ela foi elogiada por seus papéis no filme cult de ficção científica Attack the Block, no episódio de Black Mirror "The Entire History of You" (2011) e como a mãe enlutada Beth Latimer em Broadchurch.
Em 16 de julho de 2017, a BBC anunciou que Whittaker se tornaria a décima terceira e primeira encarnação mulher do Doutor na série de televisão britânica Doctor Who. Ela assumiu formalmente o papel de Peter Capaldi no episódio especial de Natal de 2017 "Twice Upon a Time", quando o décimo segundo Doutor de Capaldi se regenerou na décima terceira Doutora de Whittaker. Whittaker apareceu em sua primeira série completa como a Doutora na décima primeira temporada, que estreou em outubro de 2018. Ela continuou no papel da décima segunda temporada em 2020. Em 22 de janeiro de 2020, Whittaker anunciou que iria repetir seu papel de décima terceira doutora na décima terceira temporada do programa de ficção científica. Em julho de 2021, foi confirmado que ela e o atual showrunner de Doctor Who, Chris Chibnall, vão deixar a série após três especiais, com previsão para irem ao ar em 2022.

## Filmografia

### Filmes
| Ano  | Título                                            | Papel              | Nota(s) |
| ---- | ------------------------------------------------- | ------------------ | --- |
| 2006 | Venus                                             | Jessie             | |
| 2007 | This Life + 10                                    | Clare              | Filme para TV |
| 2007 | St Trinian's                                      | Beverly            | |
| 2008 | Good                                              | Anne               | |
| 2008 | The Shooting of Thomas Hurndall                   | Sophie             | Telefilme |
| 2008 | Consuming Passion                                 | Mary Boon          | Telefilme |
| 2009 | Mr. Dorothy                                       | Mitch's Wife (voz) | Curta-metragem |
| 2009 | Svengali                                          | Ellie the Barmaid  | Telefilme |
| 2009 | White Wedding                                     | Rose               | |
| 2009 | Swansong: Story of Occi Byrne                     | Bridget Byrne      | |
| 2009 | Roar                                              | Eva                | Curta-metragem |
| 2009 | Perrier's Bounty                                  | Brenda             | |
| 2009 | Wish 143                                          | Maggie             | Curta-metragem |
| 2009 | St Trinian's 2: The Legend of Fritton's Gold      | Beverly            | |
| 2010 | The Kid                                           | Jackie             | |
| 2010 | Royal Wedding                                     | Linda Caddock      | Telefilme |
| 2010 | Ollie Kepler's Expanding Purple World             | Noreen Stokes      | |
| 2011 | Hello Carter                                      | Susie              | Curta-metragem |
| 2011 | Two Minutes                                       | Juliette           | Curta-metragem |
| 2011 | The Oscar Nominated Short Films 2011: Live Action | Maggie             | |
| 2011 | Attack the Block                                  | Sam                | |
| 2011 | The Night Watch                                   | Vivian Pearce      | Telefilme |
| 2011 | Um Dia                                            | Tilly              | |
| 2011 | A Thousand Kisses Deep                            | Mia Selva          | |
| 2012 | Smoke                                             |                    | Curta-metragem |
| 2012 | Good Vibrations                                   | Ruth               | |
| 2012 | Ashes                                             |                    | |
| 2012 | Dust                                              | Jessica's Mum      | Curta-metragem |
| 2014 | Hello Carter                                      | Jenny              | |
| 2014 | Get Santa                                         | Alison             | |
| 2014 | Emotional Fusebox                                 | Anna               | Curta metragem |
| 2014 | Black Sea                                         | Chrissy            | |
| 2016 | Adult Life Skills                                 | Anna               | Também produtora executiva Nomeada ao British Independent Film Award de Melhor Atriz. Nomeada ao National Film Award (UK) de Melhor Atriz Nomeada ao National Film Award (UK) para Melhor Desempenho Inovador |
| 2017 | Journeyman                                        | Emma               | Nomeada ao Evening Standard British Film Awards de Melhor atriz coadjuvante |

### Televisão
| Ano       | Título                    | Papel                        | Nota(s)                                                     |
| --------- | ------------------------- | ---------------------------- | ----------------------------------------------------------- |
| 2006      | The Afternoon Play        | Sam                          | Episódio: "The Last Will and Testament of Billy Two-Sheds"  |
| 2006      | Doctors                   | Louise Clancy                | Episódio: "Ignorance Is Bliss"                              |
| 2006      | Dalziel and Pascoe        | Kirsty Richards              | Episódios: "Fallen Angel: Parte 1" e a "Parte 2"            |
| 2008      | Tess of the D'Urbervilles | Izzy Huett                   | Microssérie                                                 |
| 2008      | Wired                     | Louise Evans                 | Microssérie                                                 |
| 2009      | Return to Cranford        | Peggy Bell                   | Episódio: "Part one: August 1844", "Part Two: October 1844" |
| 2010      | Accused                   | Emma Croft                   | Episódio: "Liam's Story"                                    |
| 2011      | Marchlands                | Ruth Bowen                   | No elenco principal                                         |
| 2011      | Black Mirror              | Fion                         | Episódio: "The Entire History of You"                       |
| 2013–2017 | Broadchurch               | Beth Latimer                 | 24 episódios                                                |
| 2017      | Trust Me                  | Cath Hardacre/Dr Ally Sutton | 4 episódios                                                 |
| 2017–2022 | Doctor Who                | A Doutora                    | No elenco principal; 31 episódios                           |